# 西別所駅
西別所駅（にしべっしょえき）は、三重県桑名市大字西別所にある、三岐鉄道北勢線の駅である。駅番号はH03。

## 歴史

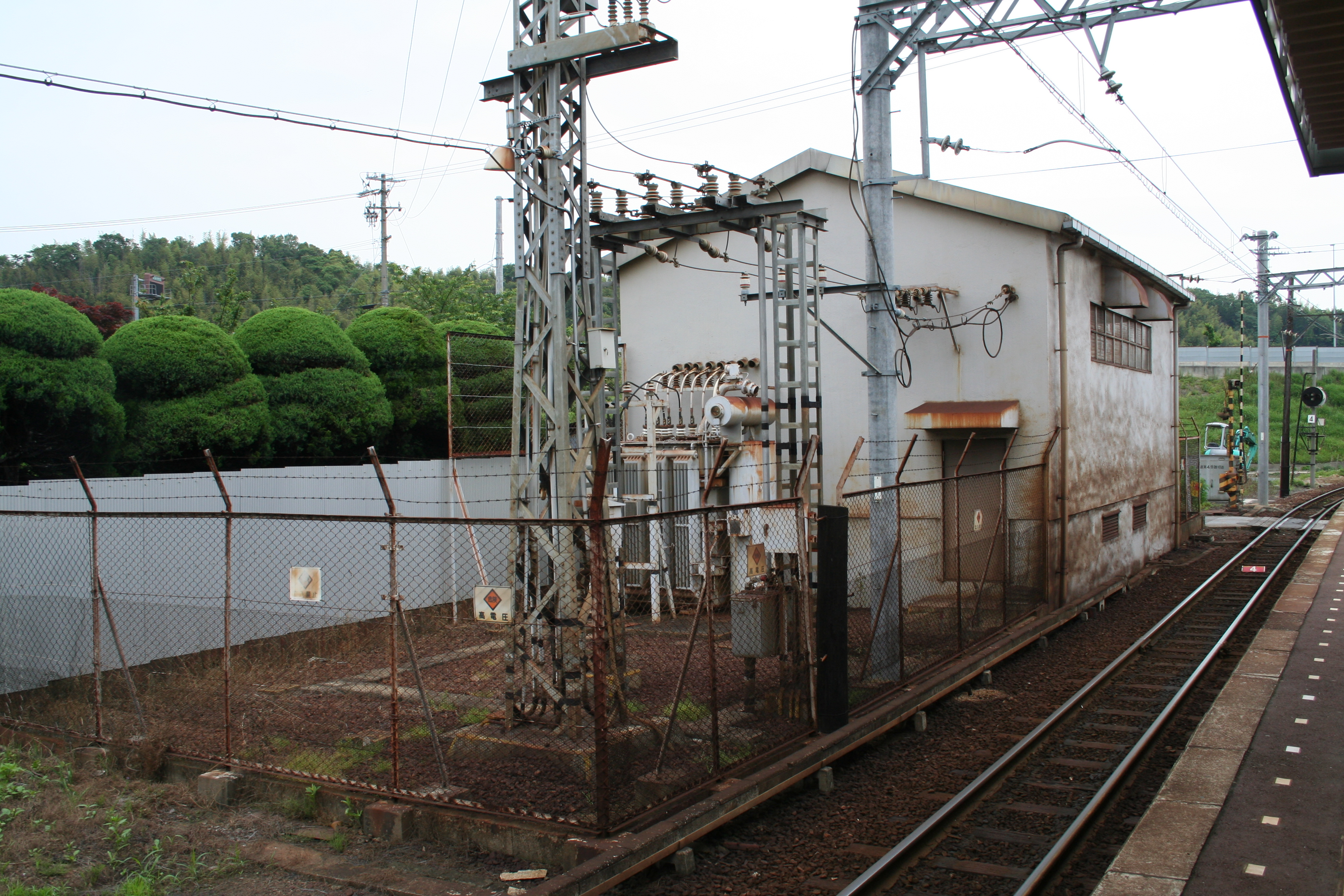
西別所変電所(現在は撤去済み)

- 1914年（大正3年）4月5日：北勢鉄道の駅として開業。
- 1934年（昭和9年）6月27日：社名変更により北勢電気鉄道の駅となる。
- 1944年（昭和19年）2月11日：会社合併により、三重交通の駅となる。
- 1964年（昭和39年）2月1日：事業譲渡により三重電気鉄道の駅となる。
- 1965年（昭和40年）4月1日：近畿日本鉄道が三重電気鉄道を合併し近鉄の駅となる。
- 1977年（昭和52年）4月20日：ホームを阿下喜方に5m延伸する（有効長：56m→61m）。
- 1996年（平成8年）4月1日：無人化。
- 2003年（平成15年）4月1日：事業譲渡により、三岐鉄道の駅となる。
- 2004年（平成16年）
  - 3月25日：従来の駅舎に代わり、新駅舎が新設され、供用開始される。同時に駅前に車の停車スペースが設けられる。
  - 3月29日：三重県が定める「三重県だれもが住みよい福祉のまちづくり推進要綱」「三重県バリアフリーのまちづくり推進条例」の整備基準に基づいていることを示す適合証交付施設となる。
  - 11月19日：駅東側に無料駐輪場（20台）が設置される（その後、上屋なしラックのみの無料駐輪場が10台分増設される）。
- 2005年（平成17年）
  - 3月26日：当駅列車折り返し用の信号設備が撤去される。
  - 7月1日：駅舎内に自動券売機・自動精算機・自動改札機が設置され、東員駅からの遠隔制御による営業が開始される。
- 2009年（平成21年）2月：駅に隣接して設置されていた西別所変電所が撤去される。

## 駅構造
単式ホーム1面1線を持つ地上駅である。ホーム横に駅舎がある。

## 特徴
- 無人駅であるが、監視カメラを備え、東員駅からの遠隔監視駅となっている[1]。
- 駅舎には、自動券売機（1台）、自動改札機（2通路、うち1通路は車椅子対応のワイド型）、自動精算機（1台）を備えている。
- 普通券・回数券のみ購入が可能で、定期券の購入はできない。
- トイレは改札内にあり、多目的トイレがある男女別の水洗式。
- 待合室は設置されていない。
- 北勢線の他の駅にあるような無料駐車場は備えられておらず、車を駅に止めて電車を利用するパークアンドライドは不可能である。
- 駅前に車の停車スペースを備え、車で駅に送ってもらい電車を利用するキスアンドライドが可能となっている。ただし、スペースは他の北勢線の各駅に比べ狭い。
- 駅前に30台（上屋付20台・上屋無し10台）分の無料駐輪場を備えている。
- タクシーの常駐はない。
- 公衆電話は設置されていない。
- バリアフリーに対応しており、三重県が定める「三重県だれもが住みよい福祉のまちづくり推進要綱」、「三重県バリアフリーのまちづくり推進条例」の整備基準に基づいていることを示す適合証交付施設となっている。
- 以前（近鉄時代）は当駅折り返しの列車もあったが、2003年度に当駅折り返し用の信号設備が撤去され、現在では当駅での列車折り返しはできない。
- 以前は、駅舎・ホームの線路向かい側に西別所変電所（北勢線の電車動力用電気を供給）があったが、現在は撤去されている。

## 利用状況
「三重県統計書」によると、1日の平均乗車人員は以下の通りである。
| 年度   | 一日平均 乗車人員 | 出典           |
| ------ | ----------------- | -------------- |
| 1997年 | 279               |                |
| 1998年 | 251               |                |
| 1999年 | 248               |                |
| 2000年 | 250               |                |
| 2001年 | 240               |                |
| 2002年 | 230               |                |
| 2003年 | 203               |                |
| 2004年 | 198               |                |
| 2005年 | 205               |                |
| 2006年 | 194               |                |
| 2007年 | 193               |                |
| 2008年 | 187               |                |
| 2009年 | 174               |                |
| 2010年 | 175               |                |
| 2011年 | 173               |                |
| 2012年 | 167               |                |
| 2013年 | 169               |                |
| 2014年 | 164               |                |
| 2015年 | 168               | [ 乗車人員 2 ] |
| 2016年 | 171               | [ 乗車人員 3 ] |
| 2017年 | 169               | [ 乗車人員 4 ] |
| 2018年 | 172               | [ 乗車人員 5 ] |
| 2019年 | 166               | [ 乗車人員 6 ] |
| 2020年 | 126               | [ 乗車人員 7 ] |
| 2021年 | 121               | [ 乗車人員 8 ] |
| 2022年 | 130               | [ 乗車人員 1 ] |

## 駅周辺
- 桑名西別所郵便局
- 国道258号（大桑道路）
- 国道421号
- 三重県道63号星川西別所線
- 八風バス「西別所」停留所

## 隣の駅
三岐鉄道
H 北勢線
馬道駅(H02) - 西別所駅(H03) - 蓮花寺駅(H04)
1944年（昭和19年）7月1日まで、蓮花寺駅との間に稗田前駅があった。

### 乗車人員
1. 1 2 3  “令和6年刊三重県統計書　10 運輸･通信” (PDF). 三重県. p. 147 (2024年4月19日). 2025年1月19日時点のオリジナルよりアーカイブ。2025年1月19日閲覧。
2. ↑  “平成29年刊三重県統計書　10 運輸･通信” (PDF). 三重県 (2017年3月24日). 2025年1月19日時点のオリジナルよりアーカイブ。2025年1月19日閲覧。
3. ↑  “平成30年刊三重県統計書　10 運輸･通信” (PDF). 三重県. p. 153 (2018年3月30日). 2025年1月19日時点のオリジナルよりアーカイブ。2025年1月19日閲覧。
4. ↑  “平成31年刊三重県統計書　10 運輸･通信” (PDF). 三重県. p. 153 (2019年3月29日). 2025年1月19日時点のオリジナルよりアーカイブ。2025年1月19日閲覧。
5. ↑  “令和2年刊三重県統計書　10 運輸･通信” (PDF). 三重県. p. 153 (2020年4月27日). 2025年1月19日時点のオリジナルよりアーカイブ。2025年1月19日閲覧。
6. ↑  “令和3年刊三重県統計書　10 運輸･通信” (PDF). 三重県. p. 153 (2021年4月12日). 2025年1月19日時点のオリジナルよりアーカイブ。2025年1月19日閲覧。
7. ↑  “令和4年刊三重県統計書　10 運輸･通信” (PDF). 三重県. p. 151 (2022年3月31日). 2025年1月19日時点のオリジナルよりアーカイブ。2025年1月19日閲覧。
8. ↑  “令和5年刊三重県統計書　10 運輸･通信” (PDF). 三重県. p. 151 (2023年5月19日). 2025年1月19日時点のオリジナルよりアーカイブ。2025年1月19日閲覧。